# قبيلة جزولة
قبيلة جزولة هي قبيلة أمازيغية في شمال إفريقيا عاشت على طول ساحل المحيط الأطلسي  في المغرب وموريتانيا حاليًا  وشاركت في تجارة الملح الصحراوية  ومناجم الملح في إيجيبل. قد تكون جزولة مرتبطة أو مماثلة لقبيلة قيتول القديمة.
وفقًا لدراسة أجريت عام 1985 عن تاريخ غرب إفريقيا فقد كانت المنطقة الواقعة على جانبي مصب نهر السنغال تحت سيطرة مجموعة قبائل جزولة. وقاموا باستخراج رواسب ملح على طول ساحل شمال مصب النهر كما سيطروا على الطريق التجارة الساحلية التي تربط المنطقة بجنوب المغرب. تحد مناطق جزولة جودالا إقليم تكرور في الجنوب والتي كانت تتاجر بالملح المستخرج على طول الضفة الشمالية للسنغال.